# Ted’s Diner
Das Ted’s Diner war ein in den 1920er Jahren gebauter Diner in Milford im Bundesstaat Massachusetts der Vereinigten Staaten. Es zählte zum Typ des „Barrel-Roof-Diners“ und wurde am 29. November 2000 im Rahmen der Multiple Property Submission Diners of Massachusetts MPS in das National Register of Historic Places (NRHP) eingetragen. Am 25. April 2002 musste es wegen Baufälligkeit abgerissen werden.

## Beschreibung
Das Diner wurde in den 1920er Jahren von der Jerry O’Mahony, Inc. in Elizabeth, New Jersey hergestellt und war bis zu seinem unrühmlichen Ende 2002 eines der ältesten noch existierenden Diner in Massachusetts. Es stand unmittelbar an der Massachusetts Route 16 am Rand des historischen Stadtzentrums von Milford in der Nähe des Rathauses. Es zählte zu den sogenannten „Barrel-Roof-Dinern“, da es über ein Tonnendach verfügte, und war mit roter Email verkleidet. Es war über eine Erweiterung mit dem benachbarten Haus verbunden und verfügte daher über eine im Vergleich zu anderen Dinern dieses Typs große Anzahl an Sitzplätzen, die L-förmig angeordnet waren.

## Historische Bedeutung
Das zum Zeitpunkt der Eintragung in das NRHP einzige Diner in Milford war eines der ältesten seiner Art in Massachusetts und das älteste von rund 14 im Bundesstaat noch existierenden Dinern von Jerry O’Mahony. Es war bereits während der Großen Depression ein wichtiger Bestandteil der städtischen Esskultur und ist erstmals 1931 mit seinem ersten Eigentümer Anthony J. Dube aufgeführt, obwohl es bereits in den 1920er Jahren gebaut worden war. 1936 betrieben Joseph Corella und Edward F. McDermott das Diner als Co-Mac Café.
Das Diner wurde 1942 erstmals als Ted’s Diner mit Evelyn A. Prescott als Eigentümerin geführt. Nach dem Zweiten Weltkrieg übernahm die Familie Trotta das Diner und baute es durch einen Anbau aus.
1974 wurde das Diner von John Baeder gemalt. 1995 erwarb die Stadt Milford das Diner sowie das angrenzende Gebäude mit der Absicht, dort eine neue Hauptfeuerwache zu errichten. Nachdem zunächst ein Interessent gefunden werden konnte, der eine umfassende Restaurierung beabsichtigte, wurde das durch Vandalismus baufällig gewordene und als Gefahr für die öffentliche Sicherheit angesehene Diner im April 2002 abgerissen, obwohl sich am selben Tag Mitglieder eines Diner-Museums in Rhode Island bereits auf dem Weg nach Milford befanden, um sich das Diner anzusehen und falls möglich zu bewahren. Bei ihrer Ankunft war es jedoch bereits in Trümmerstücken abtransportiert worden, da das Abrissunternehmen von einem potenziellen Käufer keine Kenntnis hatte.